# Jennifer Lawrence

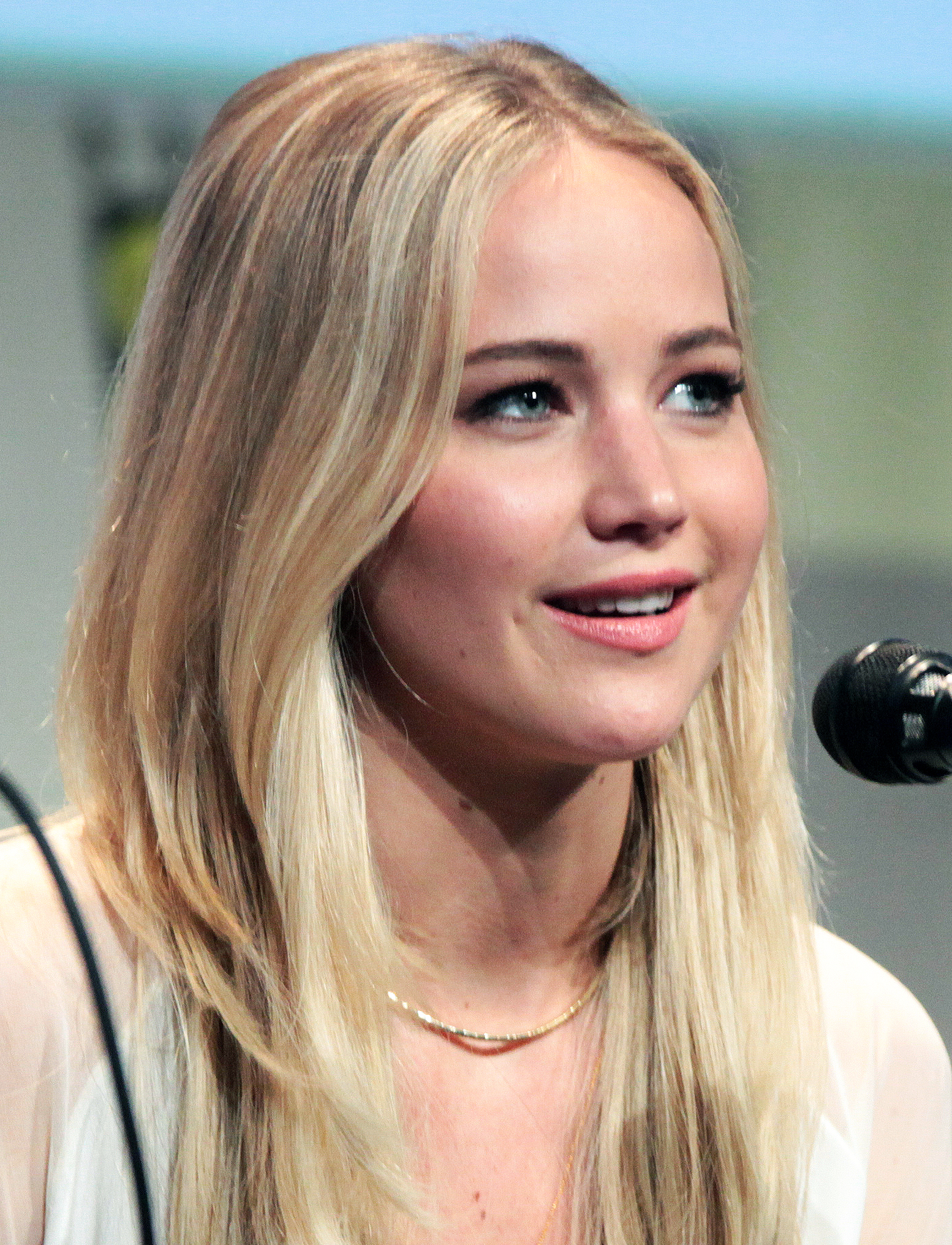
Jennifer Lawrence auf der Comic-Con 2015

Jennifer Shrader Lawrence (* 15. August 1990 in Louisville, Kentucky) ist eine US-amerikanische Schauspielerin und Filmproduzentin. Sie wurde mit drei Golden Globe Awards und 2013 mit einem Oscar ausgezeichnet.

## Leben
Jennifer Lawrence wuchs in ihrer Geburtsstadt Louisville auf. Im Alter von 14 Jahren zog sie mit ihren Eltern Karen und Gary Lawrence und ihren beiden älteren Brüdern Blaine und Ben nach New York, um Schauspielerin zu werden. Sie absolvierte jedoch keine Schauspielausbildung. Lawrence brach die Schule im Alter von 14 Jahren ohne Abschluss oder GED ab.
Im Jahr 2014 war Lawrence eines der Opfer eines Datendiebstahls.
2015 schrieb Lawrence einen Beitrag in Lena Dunhams feministischem Online-Newsletter Lenny Letter, in dem sie kritisierte, dass Frauen in Hollywood schlechter bezahlt werden, und die Gründe dafür hinterfragte.
Von 2011 an war sie mit dem britischen Schauspieler Nicholas Hoult zusammen, den sie bei den Dreharbeiten zu X-Men: Erste Entscheidung kennengelernt hatte. 2014 trennte sich das Paar. Im Jahr 2017 war Lawrence mit dem Filmregisseur Darren Aronofsky liiert, den sie bei den Dreharbeiten zum Film Mother! kennengelernt hatte.
Seit 2018 ist sie mit dem Kunsthändler Cooke Maroney liiert. Sie heirateten im Oktober 2019. Ende Februar 2022 kam ihr erstes gemeinsames Kind auf die Welt, Ende März 2025 wurde ein zweites Kind geboren.

## Karriere

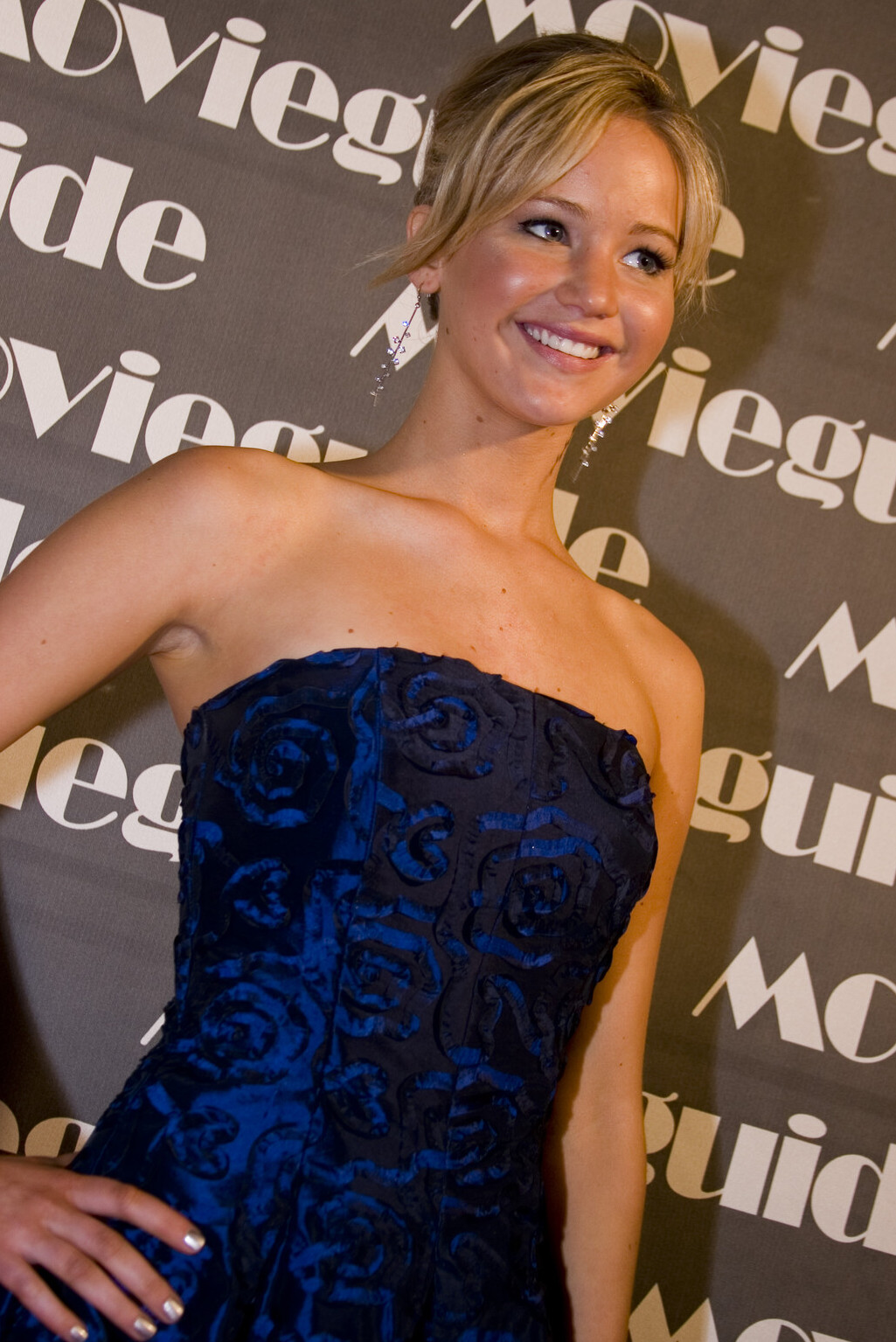
Jennifer Lawrence (2007)

Sie debütierte in einer kleinen Nebenrolle in dem Fernsehdrama Company Town (2006). An der Seite von Charlize Theron und Kim Basinger spielte sie 2008 in Guillermo Arriagas Spielfilmdebüt Auf brennender Erde. Dafür wurde sie im selben Jahr bei den Internationalen Filmfestspielen von Venedig mit dem Marcello-Mastroianni-Preis in der Kategorie „Beste schauspielerische Nachwuchsleistung“ ausgezeichnet. Von 2007 bis 2009 verkörperte sie Lauren Pearson in drei Staffeln der Sitcom The Bill Engvall Show. Für ihre Rolle in dem Drama The Poker House (2008) an der Seite von Selma Blair wurde sie auf dem Los Angeles Film Festival mit einem Preis in der Kategorie „Outstanding Performance“ geehrt. In dem Thriller The Devil You Know (2013, gedreht 2005) schlüpfte sie in die Rolle der Zoe Hughes, die in älteren Jahren von Rosamund Pike gespielt wurde.
Lawrence war zudem in einigen Gastrollen in Fernsehserien zu sehen. Sie spielte unter anderem 2007 in Cold Case – Kein Opfer ist je vergessen die Rolle der Abby Bradford und war 2007 und 2008 in zwei Folgen der Serie Medium – Nichts bleibt verborgen zu sehen. Nach eigenen Angaben soll sie sich 2007 auch für die Rollen der Bella Swan und Rosalie Hale in Twilight-Bis(s) zum Morgengrauen beworben haben.
Den Durchbruch schaffte Lawrence 2010 mit der Hauptrolle in Debra Graniks Independent-Film Winter’s Bone. In der Verfilmung des gleichnamigen Romans von Daniel Woodrell ist sie als 17-jährige Ree Dolly zu sehen, die sich in den Wäldern Südmissouris auf die Suche nach ihrem Vater begibt, der das Zuhause der Familie als Kaution eingesetzt hat. Ihre Darstellung des mutigen Mädchens brachte ihr Lob seitens der Kritiker sowie zahlreiche Filmpreise ein. Sie gewann unter anderem den Darstellerpreis des Seattle International Film Festivals und den National Board of Review Award als beste Nachwuchsdarstellerin und erhielt Nominierungen für einen Golden Globe und einen Oscar.
Lawrence trat 2010 im Musikvideo zu The Mess I Made von Parachute auf. Außerdem stand sie 2011 an der Seite von Jodie Foster und Mel Gibson für die Tragikomödie Der Biber vor der Kamera und spielte im selben Jahr die Figur Mystique in der X-Men-Verfilmung X-Men: Erste Entscheidung. In Die Tribute von Panem – The Hunger Games übernahm sie 2012 die Hauptrolle der Katniss Everdeen. 2012 stand sie für den kanadischen Horror-Thriller House at the End of the Street vor der Kamera. 2012 und 2013 erhielt sie für ihre Hauptrolle in dem Film Silver Linings zahlreiche Filmpreise, unter anderem den Golden Globe als beste Hauptdarstellerin in einer Komödie oder einem Musical und den Oscar als beste Hauptdarstellerin. In Die Tribute von Panem – Catching Fire spielte sie erneut die Rolle der Katniss Everdeen.
In dem Filmdrama American Hustle (2013) ist Lawrence an der Seite von Amy Adams, Christian Bale und Bradley Cooper in der Rolle der Rosalyn Rosenfeld zu sehen, für die sie 2014 mit einem Golden Globe ausgezeichnet wurde und eine Oscar-Nominierung als beste Nebendarstellerin erhielt.

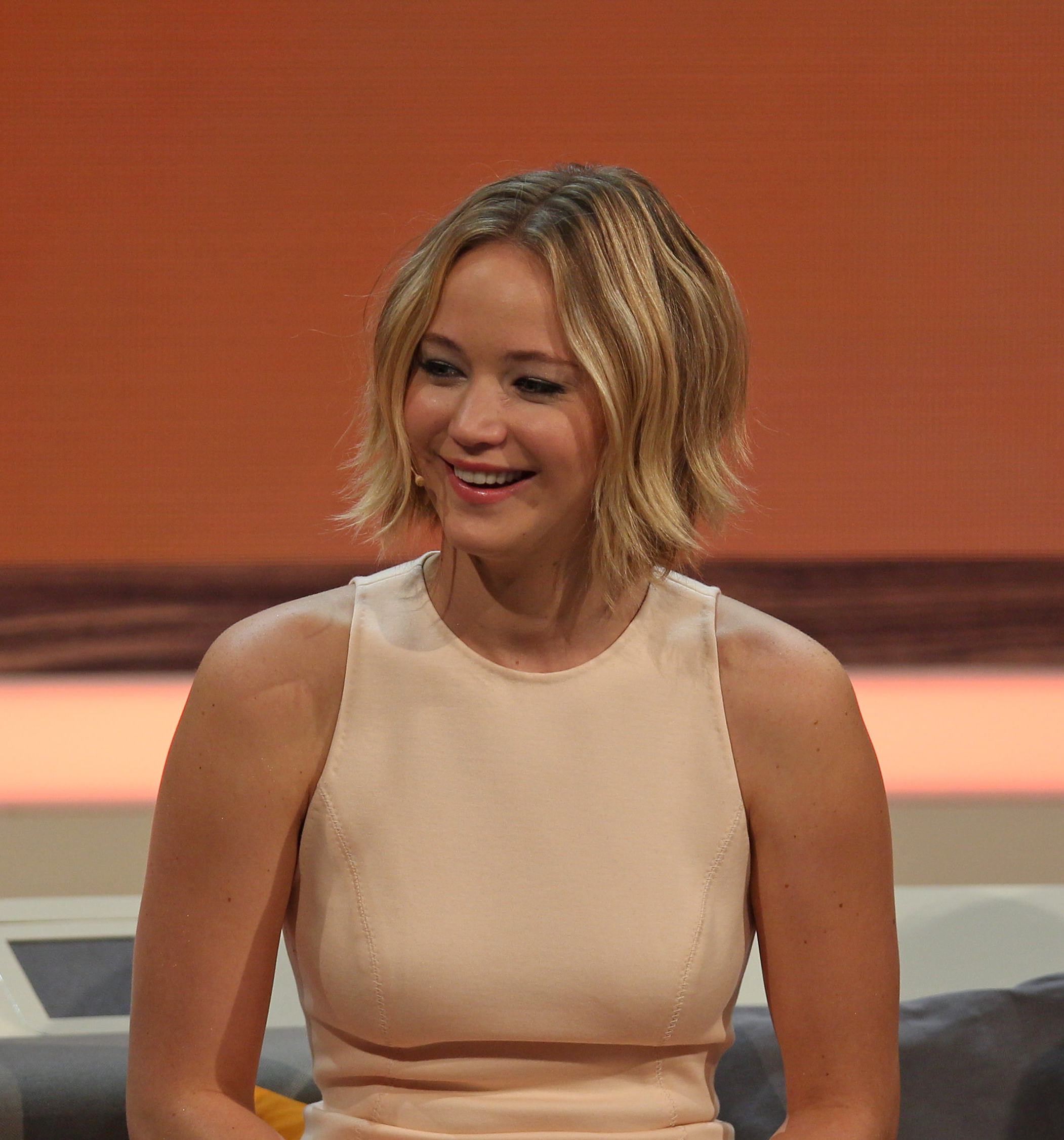
Lawrence bei Wetten, dass..? in Graz 2014

2014 wurde Lawrence vom Forbes Magazine auf Platz 12 der Liste der Most Powerful Celebrities der Welt gesetzt. Das Magazin bezeichnete sie als „mächtigste Schauspielerin Hollywoods“. Die Liste berücksichtigt neben dem geschätzten Einkommen Erwähnungen sowohl in traditionellen als auch in neuen Medien, Nominierungen und Gewinne von Preisen wie dem Oscar. Von Juni 2014 bis Juni 2015 erzielte sie ein Jahreseinkommen von 52 Millionen US-Dollar und war damit in diesem Zeitraum die bestverdienende Schauspielerin der Welt.
2014 spielte sie ein drittes Mal die Rolle der Katniss Everdeen in Die Tribute von Panem – Mockingjay Teil 1. Auch im letzten Teil, Die Tribute von Panem – Mockingjay Teil 2, übernahm sie diese Rolle.
Im September 2018 wurde Lawrence das Gesicht der Werbekampagne für ein neues Parfüm.
Für ihre Rolle in Mother! wurde Jennifer Lawrence 2018 für die Goldene Himbeere nominiert.

## Filmografie (Auswahl)
Als Schauspielerin
- 2006: Company Town (Fernsehfilm)
- 2006: Monk (Fernsehserie, Folge 5x03 Mr. Monk als Trainer)
- 2007: Cold Case – Kein Opfer ist je vergessen (Cold Case, Fernsehserie, Folge 4x18 Der Ein-Dollar Traum)
- 2007: Not Another High School Show (Fernsehfilm)
- 2007, 2008: Medium – Nichts bleibt verborgen (Medium, Fernsehserie, Folgen 3x07 und 4x02)
- 2007–2009: The Bill Engvall Show (Fernsehserie, 31 Folgen)
- 2008: Garden Party
- 2008: Auf brennender Erde (The Burning Plain)
- 2008: The Poker House
- 2010: Winter’s Bone
- 2011: Like Crazy
- 2011: Der Biber (The Beaver)
- 2011: X-Men: Erste Entscheidung (X-Men: First Class)
- 2012: Die Tribute von Panem – The Hunger Games (The Hunger Games)
- 2012: Silver Linings (Silver Linings Playbook)
- 2012: House at the End of the Street
- 2013: The Devil You Know
- 2013: Die Tribute von Panem – Catching Fire (The Hunger Games: Catching Fire)
- 2013: American Hustle
- 2014: X-Men: Zukunft ist Vergangenheit (X-Men: Days of Future Past)
- 2014: Serena
- 2014: Die Tribute von Panem – Mockingjay Teil 1 (The Hunger Games: Mockingjay – Part 1)
- 2015: Dior und Ich (Dior and I, Dokumentarfilm)
- 2015: Die Tribute von Panem – Mockingjay Teil 2 (The Hunger Games: Mockingjay – Part 2)
- 2015: Joy – Alles außer gewöhnlich (Joy)
- 2016: X-Men: Apocalypse
- 2016: Passengers
- 2017: Mother!
- 2018: Red Sparrow
- 2019: X-Men: Dark Phoenix (Dark Phoenix)
- 2021: Don’t Look Up
- 2022: Causeway
- 2023: No Hard Feelings
- 2025: Die, My Love

Als Filmproduzentin
- 2022: Causeway
- 2023: Bread & Roses: A Fight for Women’s Rights[23] (Bread & Roses) (Dokumentarfilm)
- 2023: No Hard Feelings
- 2025: Die, My Love

## Diskografie
- The Hanging Tree (mit James Newton Howard)
- Rue’s Lullaby (Soundtrack zu Die Tribute von Panem – The Hunger Games)[26]
- Deep in the Meadow (mit James Newton Howard)

## Synchronstimme
Lawrence wird in Deutschland seit dem Jahr 2011 meist von Maria Koschny synchronisiert. Zuvor war sie von Tanya Kahana (Winter’s Bone, Auf brennender Erde) gesprochen worden. In Silver Linings und American Hustle übernahm Stephanie Kellner die deutsche Synchronisation.

## Auszeichnungen und Nominierungen

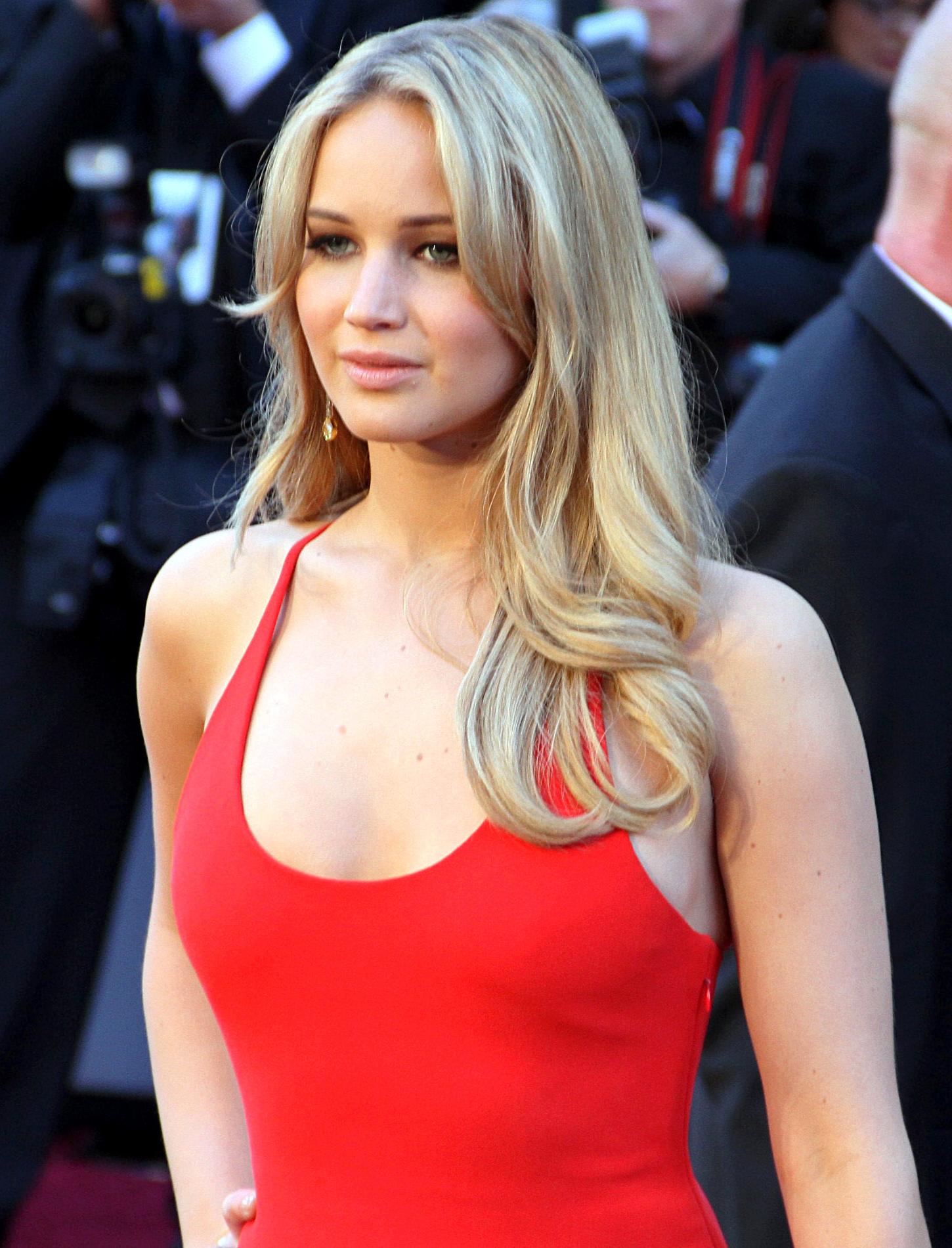
Lawrence bei der Oscarverleihung 2011

| Jahr | Award                                                                | Kategorie                                                                                   | Film/Serie                                | Resultat  |
| ---- | -------------------------------------------------------------------- | ------------------------------------------------------------------------------------------- | ----------------------------------------- | --------- |
| 2008 | Los Angeles Film Festival                                            | Outstanding Performance                                                                     | The Poker House                           | Gewonnen  |
| 2008 | Internationale Filmfestspiele von Venedig Marcello-Mastroianni-Preis | beste schauspielerische Nachwuchsleistung                                                   | Auf brennender Erde (The Burning Plain)   | Gewonnen  |
| 2009 | Young Artist Award                                                   | Outstanding Young Performers in a TV Series (mit: Skyler Gisondo und Graham Patrick Martin) | The Bill Engvall Show                     | Gewonnen  |
| 2010 | Gotham Award                                                         | Best Ensemble Cast                                                                          | Winter’s Bone                             | Gewonnen  |
| 2010 | Gotham Award                                                         | Breakthrough Award                                                                          | Winter’s Bone                             | Nominiert |
| 2010 | National Board of Review Award                                       | Best Breakthrough Performer                                                                 | Winter’s Bone                             | Gewonnen  |
| 2010 | Seattle International Film Festival                                  | Beste Hauptdarstellerin                                                                     | Winter’s Bone                             | Gewonnen  |
| 2010 | Satellite Award                                                      | Beste Hauptdarstellerin in a Motion Picture, Drama                                          | Winter’s Bone                             | Nominiert |
| 2010 | Hollywood Film Festival                                              | New Hollywood Award                                                                         | Winter’s Bone                             | Gewonnen  |
| 2010 | Palm Springs International Film Festival                             | Rising Star Award                                                                           | Winter’s Bone                             | Gewonnen  |
| 2010 | Torino Film Festival                                                 | Beste Hauptdarstellerin Award                                                               | Winter’s Bone                             | Gewonnen  |
| 2010 | Washington D.C. Area Film Critics Association                        | Beste Hauptdarstellerin                                                                     | Winter’s Bone                             | Gewonnen  |
| 2010 | Independent Spirit Award                                             | Best Female Lead                                                                            | Winter’s Bone                             | Nominiert |
| 2010 | Stockholm International Film Festival                                | Beste Hauptdarstellerin                                                                     | Winter’s Bone                             | Gewonnen  |
| 2010 | Toronto Film Critics Association                                     | Beste Hauptdarstellerin                                                                     | Winter’s Bone                             | Gewonnen  |
| 2010 | Critics’ Choice Movie Award                                          | Beste Hauptdarstellerin                                                                     | Winter’s Bone                             | Nominiert |
| 2010 | Critics’ Choice Movie Award                                          | Best Young Performer                                                                        | Winter’s Bone                             | Nominiert |
| 2010 | Online Film Critics Society Award                                    | Beste Hauptdarstellerin                                                                     | Winter’s Bone                             | Nominiert |
| 2010 | Detroit Film Critics Society                                         | Beste Hauptdarstellerin                                                                     | Winter’s Bone                             | Gewonnen  |
| 2010 | Detroit Film Critics Society                                         | Best Ensemble                                                                               | Winter’s Bone                             | Gewonnen  |
| 2010 | Detroit Film Critics Society                                         | Breakthrough Performance                                                                    | Winter’s Bone                             | Gewonnen  |
| 2010 | Houston Film Critics Society                                         | Beste Hauptdarstellerin                                                                     | Winter’s Bone                             | Nominiert |
| 2010 | Southeastern Film Critics Association                                | Beste Hauptdarstellerin                                                                     | Winter’s Bone                             | Nominiert |
| 2010 | Southeastern Film Critics Association                                | Best Ensemble                                                                               | Winter’s Bone                             | Nominiert |
| 2011 | Golden Globe Award                                                   | Beste Hauptdarstellerin – Drama                                                             | Winter’s Bone                             | Nominiert |
| 2011 | Screen Actors Guild Award                                            | Beste Hauptdarstellerin                                                                     | Winter’s Bone                             | Nominiert |
| 2011 | Empire Award                                                         | Beste Newcomerin                                                                            | Winter’s Bone                             | Nominiert |
| 2011 | Oscar                                                                | Beste Hauptdarstellerin                                                                     | Winter’s Bone                             | Nominiert |
| 2011 | Scream Award                                                         | Best Fantasy Actress                                                                        | X-Men: Erste Entscheidung                 | Nominiert |
| 2012 | MTV Movie Award                                                      | Beste Schauspielerin                                                                        | Die Tribute von Panem – The Hunger Games  | Gewonnen  |
| 2012 | MTV Movie Award                                                      | Bester Filmkuss                                                                             | Die Tribute von Panem – The Hunger Games  | Nominiert |
| 2012 | MTV Movie Award                                                      | Beste Kampfszene                                                                            | Die Tribute von Panem – The Hunger Games  | Gewonnen  |
| 2012 | MTV Movie Award                                                      | Bestes Cast                                                                                 | Die Tribute von Panem – The Hunger Games  | Nominiert |
| 2012 | Los Angeles Film Critics Association                                 | Beste Hauptdarstellerin                                                                     | Silver Linings                            | Gewonnen  |
| 2012 | Satellite Awards 2012                                                | Beste Hauptdarstellerin                                                                     | Silver Linings                            | Gewonnen  |
| 2012 | Detroit Film Critics Society                                         | Beste Hauptdarstellerin (Best Actress)                                                      | Silver Linings                            | Gewonnen  |
| 2012 | Online Film Critics Society Award                                    | Beste Hauptdarstellerin                                                                     | Silver Linings                            | Nominiert |
| 2013 | People’s Choice Award                                                | Favorite Movie Actress                                                                      | Die Tribute von Panem – The Hunger Games  | Gewonnen  |
| 2013 | Empire Award                                                         | Beste Darstellerin                                                                          | Die Tribute von Panem – The Hunger Games  | Gewonnen  |
| 2013 | Saturn Award                                                         | Beste Hauptdarstellerin                                                                     | Die Tribute von Panem – The Hunger Games  | Gewonnen  |
| 2013 | Nickelodeon Kids’ Choice Awards 2013                                 | Lieblings-Schauspielerin und Lieblings-Verklopperin                                         | Die Tribute von Panem – The Hunger Games  | Nominiert |
| 2013 | Critics’ Choice Movie Awards                                         | Beste Schauspielerin in einem Actionfilm                                                    | Die Tribute von Panem – The Hunger Games  | Gewonnen  |
| 2013 | Screen Actors Guild Award                                            | Beste Hauptdarstellerin                                                                     | Silver Linings                            | Gewonnen  |
| 2013 | Golden Globe Award                                                   | Beste Hauptdarstellerin – Komödie/Musical                                                   | Silver Linings                            | Gewonnen  |
| 2013 | BAFTA Film Award                                                     | Beste Hauptdarstellerin                                                                     | Silver Linings                            | Nominiert |
| 2013 | Oscar                                                                | Beste Hauptdarstellerin                                                                     | Silver Linings                            | Gewonnen  |
| 2013 | Independent Spirit Awards                                            | Beste Hauptdarstellerin                                                                     | Silver Linings                            | Gewonnen  |
| 2013 | MTV Movie Award                                                      | Beste Hauptdarstellerin                                                                     | Silver Linings                            | Gewonnen  |
| 2013 | MTV Movie Award                                                      | Beste Kussszene                                                                             | Silver Linings                            | Gewonnen  |
| 2013 | MTV Movie Award                                                      | Bestes Duo (mit Bradley Cooper)                                                             | Silver Linings                            | Nominiert |
| 2013 | MTV Movie Award                                                      | Bester Musical Moment                                                                       | Silver Linings                            | Nominiert |
| 2013 | British Academy Film Awards 2013                                     | Beste Hauptdarstellerin                                                                     | Silver Linings                            | Nominiert |
| 2013 | AACTA International Award                                            | Beste Hauptdarstellerin                                                                     | Silver Linings                            | Gewonnen  |
| 2013 | Critics’ Choice Movie Awards                                         | Beste Hauptdarstellerin                                                                     | Silver Linings                            | Nominiert |
| 2013 | Critics’ Choice Movie Awards                                         | Beste Schauspielerin in einer Komödie                                                       | Silver Linings                            | Gewonnen  |
| 2013 | MTV Movie Award                                                      | Bester Angsthase                                                                            | House at the End of the Street            | Nominiert |
| 2013 | New York Film Critics Circle Award                                   | Beste Nebendarstellerin                                                                     | American Hustle                           | Gewonnen  |
| 2013 | Chicago Film Critics Association Awards                              | Beste Nebendarstellerin                                                                     | American Hustle                           | Nominiert |
| 2013 | Toronto Film Critics Association Award                               | Beste Nebendarstellerin                                                                     | American Hustle                           | Gewonnen  |
| 2013 | Satellite Awards 2013                                                | Beste Nebendarstellerin                                                                     | American Hustle                           | Nominiert |
| 2013 | Detroit Film Critics Society                                         | Beste Nebendarstellerin (Best Supporting Actress)                                           | American Hustle                           | Nominiert |
| 2013 | Online Film Critics Society Award                                    | Beste Nebendarstellerin                                                                     | American Hustle                           | Nominiert |
| 2014 | Screen Actors Guild Award                                            | Beste Nebendarstellerin                                                                     | American Hustle                           | Nominiert |
| 2014 | Golden Globe Award                                                   | Beste Nebendarstellerin                                                                     | American Hustle                           | Gewonnen  |
| 2014 | AACTA International Award                                            | Beste Nebendarstellerin                                                                     | American Hustle                           | Gewonnen  |
| 2014 | British Academy Film Award                                           | Beste Nebendarstellerin                                                                     | American Hustle                           | Gewonnen  |
| 2014 | Critics’ Choice Movie Award                                          | Beste Nebendarstellerin                                                                     | American Hustle                           | Nominiert |
| 2014 | London Critics’ Circle Film Award                                    | Beste Nebendarstellerin                                                                     | American Hustle                           | Nominiert |
| 2014 | Online Film Critics Society Award                                    | Beste Nebendarstellerin                                                                     | American Hustle                           | Nominiert |
| 2014 | Palm Springs International Film Festival                             | Ensemble Cast                                                                               | American Hustle                           | Gewonnen  |
| 2014 | Empire Award                                                         | Beste Nebendarstellerin                                                                     | American Hustle                           | Nominiert |
| 2014 | Satellite Award                                                      | Beste Nebendarstellerin                                                                     | American Hustle                           | Nominiert |
| 2014 | Oscar                                                                | Beste Nebendarstellerin                                                                     | American Hustle                           | Nominiert |
| 2014 | MTV Movie Award                                                      | Beste Hauptdarstellerin                                                                     | Die Tribute von Panem – Catching Fire     | Gewonnen  |
| 2014 | Empire Award                                                         | Beste Schauspielerin                                                                        | Die Tribute von Panem – Catching Fire     | Nominiert |
| 2014 | Nickelodeon Kids’ Choice Awards 2014                                 | Lieblings-Schauspielerin und Lieblings-Verklopperin                                         | Die Tribute von Panem – Catching Fire     | Gewonnen  |
| 2014 | Critics’ Choice Movie Awards                                         | Beste Schauspielerin in einem Actionfilm                                                    | Die Tribute von Panem – Catching Fire     | Nominiert |
| 2015 | People’s Choice Award                                                | Beliebteste Filmschauspielerin                                                              |                                           | Gewonnen  |
| 2015 | People’s Choice Award                                                | Beliebteste Action Schauspielerin                                                           |                                           | Gewonnen  |
| 2015 | Saturn Awards                                                        | Beste Hauptdarstellerin                                                                     | Die Tribute von Panem – Mockingjay Teil 1 | Nominiert |
| 2015 | Nickelodeon Kids’ Choice Awards                                      | Favorite Female Action                                                                      | Die Tribute von Panem – Mockingjay Teil 1 | Gewonnen  |
| 2015 | MTV Movie Awards 2015                                                | Beste Schauspielerin und Bester Filmheld                                                    | Die Tribute von Panem – Mockingjay Teil 1 | Nominiert |
| 2015 | Critics’ Choice Movie Awards                                         | Beste Schauspielerin in einem Actionfilm                                                    | Die Tribute von Panem – Mockingjay Teil 1 | Nominiert |
| 2016 | Critics’ Choice Movie Awards                                         | Beste Schauspielerin in einem Actionfilm                                                    | Die Tribute von Panem – Mockingjay Teil 2 | Nominiert |
| 2016 | Nickelodeon Kids’ Choice Awards 2016                                 | Lieblings-Filmschauspielerin                                                                | Die Tribute von Panem – Mockingjay Teil 2 | Gewonnen  |
| 2016 | MTV Movie Awards 2016                                                | Bester Filmheld                                                                             | Die Tribute von Panem – Mockingjay Teil 2 | Gewonnen  |
| 2016 | MTV Movie Awards 2016                                                | Bester Actionheld                                                                           | Die Tribute von Panem – Mockingjay Teil 2 | Nominiert |
| 2016 | Empire Award                                                         | Beste Schauspielerin                                                                        | Die Tribute von Panem – Mockingjay Teil 2 | Nominiert |
| 2016 | Critics’ Choice Movie Awards                                         | Beste Hauptdarstellerin                                                                     | Joy – Alles außer gewöhnlich              | Nominiert |
| 2016 | Critics’ Choice Movie Awards                                         | Beste Schauspielerin in einer Komödie                                                       | Joy – Alles außer gewöhnlich              | Nominiert |
| 2016 | Detroit Film Critics Society                                         | Beste Hauptdarstellerin (Best Actress)                                                      | Joy – Alles außer gewöhnlich              | Nominiert |
| 2016 | Golden Globe Award                                                   | Beste Hauptdarstellerin – Komödie/Musical                                                   | Joy – Alles außer gewöhnlich              | Gewonnen  |
| 2016 | Oscar                                                                | Beste Hauptdarstellerin                                                                     | Joy – Alles außer gewöhnlich              | Nominiert |
| 2016 | MTV Movie Awards 2016                                                | Beste Schauspielerin                                                                        | Joy – Alles außer gewöhnlich              | Nominiert |
| 2017 | Saturn Award                                                         | Beste Hauptdarstellerin                                                                     | Passengers                                | Nominiert |
| 2018 | Goldene Himbeere 2018                                                | Schlechteste Schauspielerin                                                                 | Mother!                                   | Nominiert |
| 2022 | Golden Globe Awards 2022                                             | Beste Hauptdarstellerin – Komödie/Musical                                                   | Don’t Look Up                             | Nominiert |
| 2024 | Golden Globe Awards 2024                                             | Beste Hauptdarstellerin – Komödie/Musical                                                   | No Hard Feelings                          | Nominiert |